# Joseph de Montclar
Joseph de Pons et de Guimera, baron de Montclar (né en 1625 à Montclar d'Urgell - Landau, 1690) était un lieutenant-général de Louis XIV.

## Biographie
Commandant en chef de l'armée d'Alsace lors de la guerre de Hollande, il fut chargé, sous les ordres du Prince Louis de Condé puis du maréchal François de Créquy, de supprimer les places fortes qui avaient permis aux Impériaux l'année précédente de pénétrer en Alsace. À la fin de 1676, Louis XIV et Louvois ordonnèrent la destruction de Haguenau, ce que Montclar mena à bien au mois de janvier suivant. En 1678, il mit un terme à la campagne d'Alsace en tenant les positions d'Illkirch et Graffenstaden. En récompense, il fut nommé en 1680 gouverneur militaire d'Alsace et obtint à titre personnel la seigneurie de Hohlandsbourg (aujourd'hui Wintzenheim).
Au cours des années de paix qui suivirent, il fit aménager une pépinière d'arbres fruitiers à Kintzheim et à Haguenau, sur les terres du marquis d'Uxelles.
Le 10 novembre 1688, au début de la Guerre de la Ligue d'Augsbourg, Montclar pénétra avec 6 000 soldats sur la rive droite du Rhin. Il avait reçu l'ordre de détruire par le feu jusqu'au moindre bâtiment de toutes les régions qui refuseraient de se soumettre, et de déporter la population en France. Il conduisit l'armée française à Heilbronn et s'empara d'une partie du Palatinat, campagne qui devait servir à intimider les princes du Saint-Empire, et il détruisit de grandes villes du pays de Bade et du Wurtemberg. Le point culminant de ses destructions fut l'incendie de Donauworth. Mais le plan de Louis XIV de briser toute résistance par le fer et le feu retourna l'opinion des cours régnantes d'Europe contre le royaume de France. De plus, Montclar accepta d'épargner certaines villes après d'âpres négociations contre le paiement contributions élevées ; ce fut le cas, par exemple, de la ville universitaire de Tübingen après des négociations avec Johann Osiander et la prise en otage du maire Achatius Wolff.
L'action du général de Montclar lui valut d'être reçu à la fin de 1688 dans l'ordre de chevalier du Saint-Esprit.

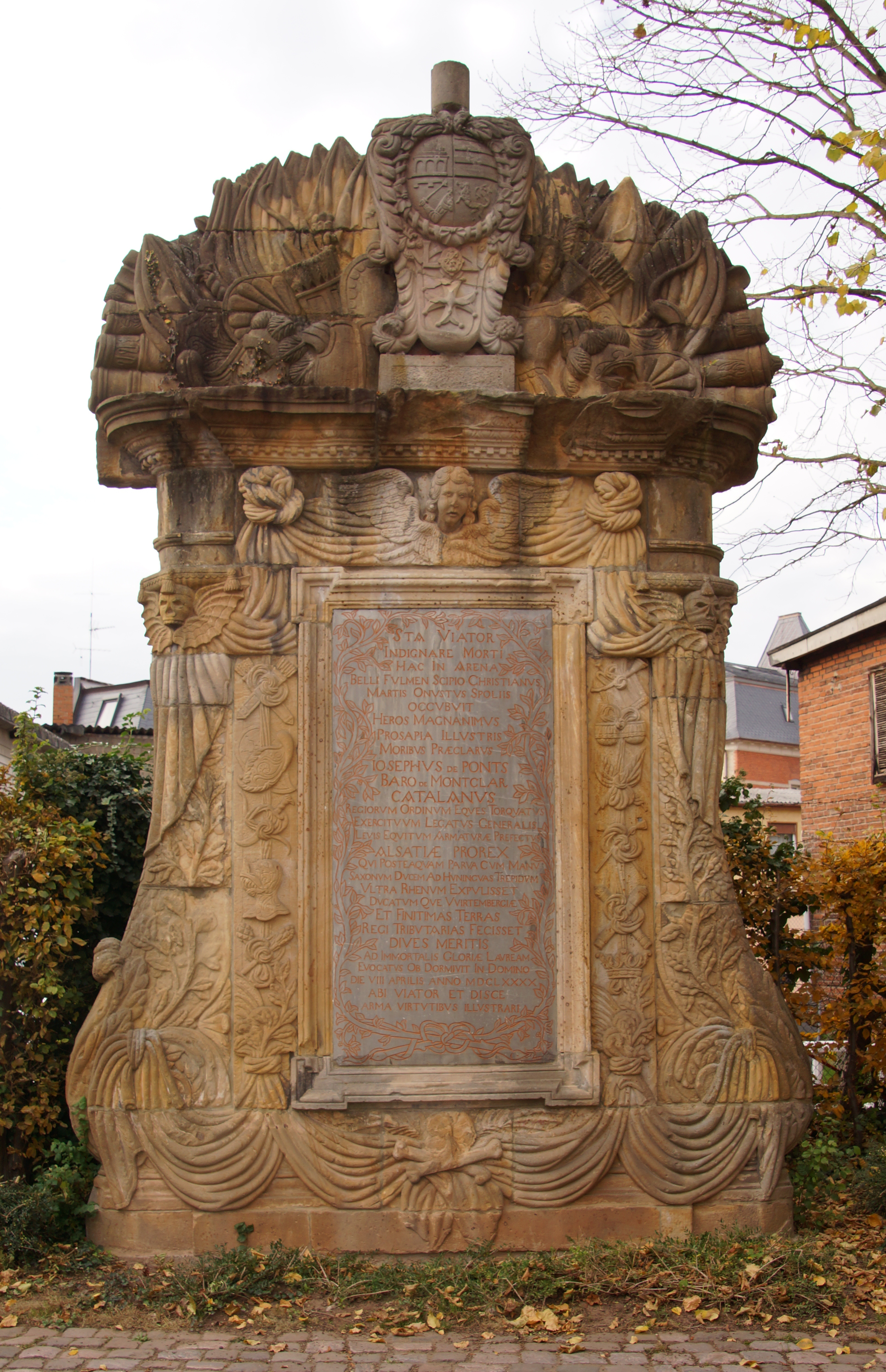
Monument funéraire à Joseph de Montclar à la porte de France (Landau)

Il mourut deux ans plus tard à Landau alors qu'il inspectait la construction de la forteresse. Il fut inhumé près du chœur de la chapelle de la forteresse. La magnifique stèle funéraire qui ornait son tombeau a été déplacée en 1959 et se trouve maintenant près de la porte de France.